# Landkreuzer P 1500 Monster
El Landkreuzer P 1500 Monster (‘monstruo’) fue un preprototipo alemán de artillería autopropulsada diseñado durante la Segunda Guerra Mundial, que representaba el súmum de los diseños extremos alemanes en tanques y vehículos de combate.

## Concepción

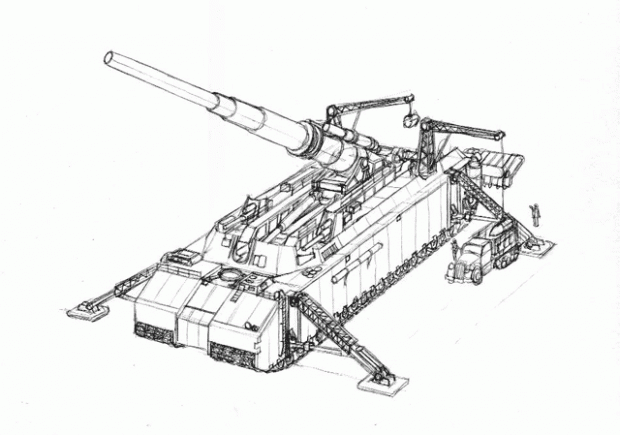
Otra versión del Landkreuzer P.1500 'Monster'. Como diferencias se pueden notar el blindaje que posee el casco (en este caso más parecido a un tanque), las grúas para recarga de proyectiles y los soportes laterales (posiblemente para evitar que el retroceso pudiera mover o volcar la plataforma.

El 23 de junio de 1942, el Ministerio Alemán de Armamentos propuso un tanque de 1000 toneladas, el Landkreuzer P. 1000 Ratte. El propio Adolf Hitler expresó interés en el proyecto, por lo que inmediatamente recibió el visto bueno. En diciembre del mismo año, Krupp diseñó un tanque aún más grande, de 1.500 toneladas, el P 1500 Monster, pero a principios de 1943, Albert Speer, el ministro de Armamentos, canceló el proyecto.

## Propósito

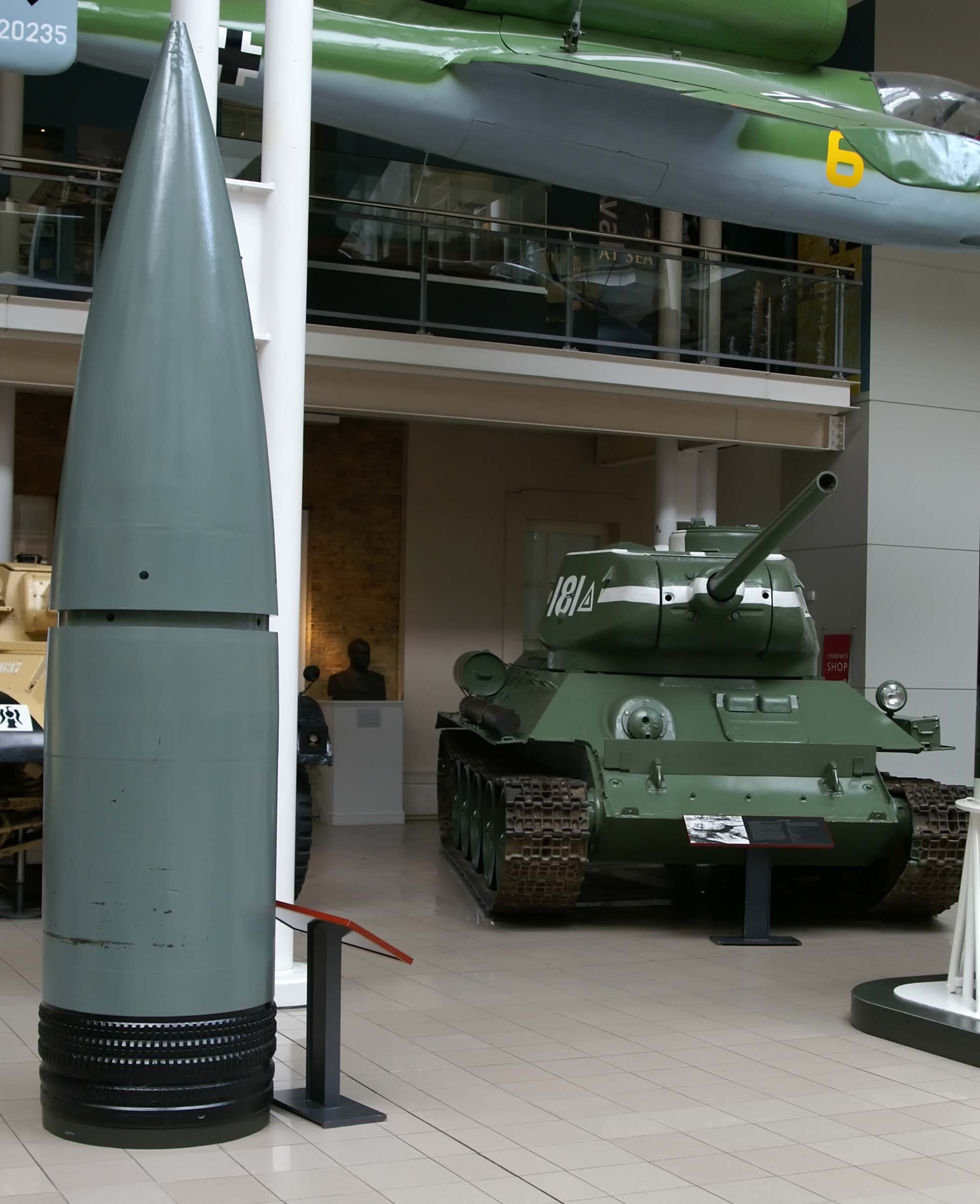
Proyectil 800 mm Dora

Este «crucero terrestre» (Landkreuzer en alemán significa 'Crucero de tierra') estaba planeado para ser una plataforma autopropulsada para el cañón 80-cm K (E), también construido por Krupp, la mayor pieza de artillería jamás construida. Sus proyectiles de 7 toneladas podían dispararse a más de 37 km y estaban destinados a blancos severamente fortificados. El 'Monster' no dispondría de una torreta, lo cual, aparte de hacerlo más pequeño en altura, le permitiría funcionar como su homólogo ferroviario.

## Especificaciones
El P 1500 podría haber hecho parecer enanos a cualquiera de los tanques pesados de la época, como el Panzer VIII Maus, el más grande construido durante la guerra. El Maus pesaba 188 toneladas contra las 1.500 toneladas propuestas para los P 1500. A título de comparación, el tanque pesado alemán Tiger I pesaba 57 toneladas.
El P 1500 tendría 250 mm de armadura frontal y sería propulsado por 2 o 4 motores diésel de submarino. Además de su cañón principal de 800 mm, podría haber estado armado con dos obuses sFH 18 de 150 mm y múltiples ametralladoras pesadas MG 151.
Posibles problemas del diseño que llevaron a su cancelación (junto con la cancelación del Ratte) fueron el tamaño masivo (por lo cual sería muy fácil de detectar por el aire por aviones Aliados e imposible de transportar por ferrocarril), difícil transporte (por su peso devastaría las carreteras y caminos), cantidad de material necesario para su fabricación (Alemania no podía permitirse utilizar tantas cantidades de material ni gasolina debido a la situación de la guerra) y el tiempo de preparación para poner el vehículo en posición de ataque.
Como curiosidad, el cañón Dora que monta necesitaba 1400 hombres para montarlo, de los cuales unos 500 se ocupaban del manejo y mantenimiento. El cañón Dora era transportado por un convoy ferroviario de 25 vagones. Según algunas fuentes alemanas, el cañón Dora tenía un problema de retroceso. Al disparar, la fuerza de reacción a la fuerza de disparo provocaba que el propio cañón ferroviario retrocediera unos tres kilómetros por cada obús disparado. Es probable que el Monster siguiera teniendo el mismo problema de retroceso.